# پروتکل زمینه مدل
پروتکل زمینه مدل یا MCP (به انگلیسی: Model Context Protocol) یک چارچوب متن‌باز و استاندارد باز است که در نوامبر ۲۰۲۴ توسط آنتروپیک معرفی شد. ام‌سی‌پی شیوهٔ یکپارچه‌سازی اشتراک‌گذاری داده توسط سامانه‌های هوش مصنوعی مانند مدل‌های زبانی بزرگ (LLM) با ابزارها، سامانه‌ها و منابع دادهٔ خارجی را استانداردسازی می‌کند.